# Košická Polianka
Košická Polianka (bis 1948 slowakisch „Polianka“ – bis 1927 „Poľanka“; ungarisch Lengyelfalva) ist eine Gemeinde im Osten der Slowakei mit 1066 Einwohnern (Stand 31. Dezember 2024), die zum Okres Košice-okolie, einem Teil des Košický kraj, gehört.

## Geographie
Die Gemeinde befindet sich im Südteil des Talkessels Košická kotlina, vorwiegend am linken Ufer der Torysa. Das Ortszentrum liegt auf einer Höhe von 195 m n.m. und ist 10 Kilometer von Košice entfernt.
Nachbargemeinden sind Sady nad Torysou im Norden, Olšovany und Vyšný Čaj im Osten, Vyšná Hutka im Süden und Košice (Stadtteil Krásna) im Westen.

## Geschichte
Der Ort wurde zum ersten Mal 1335 als Lengenfolua schriftlich erwähnt und war abwechselnd Besitz der Geschlechter Czudar, Perényi, Palásthy und Wieland. Zugleich besaß die Abtei im benachbarten Ort Krásna einen Teil der Güter. 1508 lag das Dorf im Herrschaftsgebiet der Stadt Kaschau. 1828 zählte man 81 Häuser und 552 Einwohner, die als Gärtner (insb. im Gemüseanbau), Fuhrmänner und Landwirte arbeiteten. In der zweiten Hälfte des 19. Jahrhunderts entstand eine Brennerei, die bis zum späten 20. Jahrhundert in Betrieb war.
Bis 1918/1919 gehörte der im Komitat Abaúj-Torna liegende Ort zum Königreich Ungarn und kam danach zur Tschechoslowakei beziehungsweise heute Slowakei. Auf Grund des Ersten Wiener Schiedsspruchs lag er 1938–45 noch einmal in Ungarn.

## Bevölkerung
| Jahr                | 1994 | 2004    | 2014     | 2024    |
| ------------------- | ---- | ------- | -------- | ------- |
| Anzahl der Personen | 906  | 912     | 1007     | 1066    |
| Unterschied         |      | +0,66 % | +10,41 % | +5,85 % |

| Jahr                | 2023 | 2024    |
| ------------------- | ---- | ------- |
| Anzahl der Personen | 1063 | 1066    |
| Unterschied         |      | +0,28 % |

Gemäß der Volkszählung 2011 wohnten in Košická Polianka 973 Einwohner, davon 716 Slowaken, 52 Roma, drei Magyaren sowie jeweils ein Deutscher und Tscheche. 200 Einwohner machten keine Angabe zur Ethnie.
694 Einwohner bekannten sich zur römisch-katholischen Kirche, 19 Einwohner zur griechisch-katholischen Kirche, 10 Einwohner zur Evangelischen Kirche A. B., sieben Einwohner zur reformierten Kirche, drei Einwohner zur apostolischen Kirche und zwei Einwohner zur orthodoxen Kirche. 24 Einwohner waren konfessionslos und bei 214 Einwohnern wurde die Konfession nicht ermittelt.

## Bauwerke
- römisch-katholische Kirche Mariä Himmelfahrt aus dem Jahr 1875